# Hahnia ononidum
Hahnia ononidum es una especie de araña araneomorfa del género Hahnia, familia Hahniidae. Fue descrita científicamente por Simon en 1875.
Habita en los Estados Unidos, Canadá, Europa, Turquía, Rusia (Europa al Lejano Oriente) y Kazajistán.